# Hubert Rostaing
Hubert Rostaing (* 17. September 1918 in Lyon; † 10. Juni 1990 in Paris) war ein französischer Klarinettist und Altsaxophonist des Swing. Er spielte mit Django Reinhardt in den 1940er Jahren im Quintette du Hot Club de France.

## Leben

### Die frühen Jahre
Hubert Rostaing wuchs in Algier auf und besuchte das dortige Konservatorium. In dieser Zeit spielte er Altsaxophon und entschloss sich Berufsmusiker zu werden, tingelte durch Kneipen und begleitete Revue- und Varieté-Veranstaltungen sowie Tanzgruppen. Sein Orchester beschränkte sich nicht auf Algier, sondern unternahm mehrere Tourneen in Nordafrika von Marokko bis Tunesien. Damals war Rostaing noch keine achtzehn Jahre alt. Ende des Jahres 1939 tourte sein Orchester in Korsika, dann fasste er 1938 auf dem Kontinent Fuß, zunächst in Luxemburg. Die Gruppe kam schließlich für ein Engagement im Club Bagdad nach Paris. Rostaing verließ die Gruppe, um hier seine Chance zu ergreifen, zunächst in Nachtclubs an der Rue de Pigalle. 1939 hielt er sich kurz in Lille auf, kehrte nach Algier zurück, um 1940 abermals in Paris aufzutauchen.
Hier nahm seine eigentliche Karriere ihren Anfang: Rostaing hatte ein Engagement im Mimi-Pinson, wo ihn Django Reinhardt hörte und ihn in den Club Jimmys mitnahm. Dort wechselte er zu seinem künftigen Hauptinstrument, der Klarinette.

### Das Quintette du Hot Club de France
Durch seine Mitgliedschaft in Reinhardts Gruppe gelang  Rostaing der Durchbruch – er löste 1940 Stéphane Grappelli, der kriegsbedingt in England festsaß, im Quintette du Hot Club de France ab, wo er sich bald zum führenden Jazz-Klarinettisten Frankreichs entwickelte. Der Kriegsbeginn und die damit verbundene Abwesenheit amerikanischer Musiker verschaffte dem Quintett ungeahnten Auftrieb. Zwischen Oktober 1940 und März 1942 entstanden die klassischen Aufnahmen des Quintetts, das durch den Weggang des Geigers reformiert wurde: Rostaings Klarinette ersetzte Grappellis Geige, ein Schlagzeug eine der Rhythmusgitarren – so kam das Quintett einer klassischen Jazzcombo näher als das Nur-Saiten-Quintett mit Grappelli. Die anpassungsfähige Knappheit des Spiels des Schlagzeugers Pierre Fouad bildete zusammen mit der Rhythmusgruppe „den idealen Hintergrund für Django Reinhardts strahlende Arabesken und Rostaings fein abgestimmte Modulationen“.
In der ersten Session vom 1. Oktober 1940 wurden die Titel Nuages, Rythme Futur (Rhythm Future), Begine the Beguine, Blues, Cou-Cou  aufgenommen. Die nächste Aufnahmesitzung mit Reinhardt im Oktober für das Label Swing stand unter der nominellen Leitung von Hubert Rostaing, Aimé Barelli und ihrem Orchester. Zum Sextett erweitert durch den Tenoristen und Klarinettisten Alix Combelle spielte die Band im Dezember 1940 weitere Klassiker wie Swing 41, Nuages, Fantaisie sur une Danse Norvegienne, die Verarbeitung eines norwegischen Tanzes von Edvard Grieg, Mabel, Les Yeux Noirs, Sweet Sue. Der spezifische Charakter dieser Session wird durch Rostaings eigenwillige Intonation noch verstärkt. Im Dezember spielen Reinhardt und Rostaing in verschiedenen französischen Swingformationen, wie dem Trio de Saxophones Alix Combelle, Christian Wagner et son Orchestre. und Pierre Allier et son Orchestre Mit Rostaing werden 1941 noch die Stücke Dinette, Crepuscule und Swing 42, im März 1942 Première Idée d’Eddie, Belleville und Lentement, Mademoiselle aufgenommen, danach verließ der Klarinettist das Quintett. Im Mai 1942 in Brüssel nahm er 4 Tracks (Ball du rythme, Mohican, Hesitation, Maria-la-o) mit dem Stan Brenders Orchester auf.
Im Herbst 1947 kam es kurz zu einer Wiederbelebung der Quintett-Formation von 1941 für die Blue Star Sessions. In vier Aufnahmesitzungen, in denen Django Reinhardt auf allen Stücken elektrische Gitarre spielte und die zu Meilensteinen seiner Diskographie zählen: Altbekannte Stücke aus seinem Repertoire wie Minor Swing, Swing 39, Del Salle, Stockholm, Topsy und Mano wurden hier aufs Neue eingespielt. Rostaing begleitete Reinhardt im Herbst 1947 auf einer Tournee durch Belgien und Deutschland, wo sie in Mannheim, Heidelberg, Bad Nauheim und Frankfurt am Main spielten: Dort trat die Gruppe beim Soldatensender AFN auf.

### Die späten Jahre
Danach verließ Rostaing endgültig das Quintette du Hot Club de France, um eigene Formationen zu bilden, mit denen er aber nicht an seine Erfolge bei Django Reinhardt anschließen konnte. In seinem Quartett ließ er die Atmosphäre der kleinen Formationen von Benny Goodman wiederaufleben. In den Jahren danach nahm Rostaing noch Platten mit den französischen Jazzpianisten Bernard Peiffer und Henri Renaud auf. Außerdem entstanden Aufnahmen mit Don Byas (1946/47), Kenny Clarke (1956), André Hodeir (1949) und Martial Solal (1956).
Nach 1962 verließ Rostaing die Jazzszene und betätigte sich fortan als Komponist, Arrangeur oder Dirigent von Filmmusik oder klassischer Musik. Er wirkte an 20 Filmen, wie Die Zwillinge und der Mörder (1957), Das große Fressen (1973), Vincent, François, Paul und die anderen (1977), Barocco (1976), mit.
Außerdem arrangierte er mehrere der frühen erfolgreichen Alben von Georges Moustaki, wie „Il y avait un jardin“ von 1971 sowie Chansons von Yves Montand.

## Diskographie (Auswahl)
- Don Byas: 1946 (Chronological Classics, 1998)
- Kenny Clarke: Plays André Hodeir (Philips Records, 1957)
- Django Reinhardt: 1940, 1940–1941, 1944–1946, 1947, 1947, Vol. 2 (alle Chronological Classics), Swing De Paris 1934–52 (Proper Records,  2003 / CD-Box),  Pêche à la Mouche 1947/53 (Verve Records, 1991)
- André Hodeir: The Vogue Sessions 1949–54 (Bertelsmann Music Group – BMG, 1999)
- Martial Solal: The Complete Vogue Recordings, Vol. 3, 1956 (Bertelsmann Music Group – BMG, 1999)
- Rex Stewart: 1947–1948 (Chronological Classics, 1999); mit Django Reinhardt

## Filmografie (Auswahl)
- 1956: Pariser Luft (Cette sacrée gamine)
- 1957: Die Pariserin (Une parisienne)
- 1957: Gefährliche Eva (Le désir mène les hommes)
- 1957: Die Zwillinge und der Mörder (Les trois font la paire)
- 1958: Das Leben zu zweit (La vie à deux)
- 1960: Wer zuerst schießt, hat mehr vom Leben (Tout feu, tout flamme)
- 1960: Candide oder der Optimismus im 20. Jahrhundert (Candide ou l‘optimisme au XXe siècle)
- 1960: Blonder Charme und schräge Schatten (Touchez pas aux blondes)
- 1962: Mädchen mit dem frommen Blick (Les saintes nitouches)
- 1965: Grüße an die Mafia (Je vous salue, Mafia!)
- 1972: Das fünfblättrige Kleeblatt (Le trefle à cinq feuilles)
- 1979: Augenblicke der Zärtlichkeit (Moments)
- 1982: Kaltes Blut (Tir groupe)
- 1984: Die Himmelsmaschine – Einladung eines Verrückten (Where is Parsifal?)
- 1985: Verraten und verkauft (La baston)
- 1986: Freddy, der Ahnungslose (Prunelle Blues)
- 1987: Poker
- 1989: Malko - Eye of the Widow (Eye of the Widow)
- 1991: Frédéric und das Freudenmädchen (Les Mouettes)